# غلامرضا صالحی
غلامرضا صالحی نجف‌آبادی (۲ آذر ۱۳۳۷ – ۲۳ تیر ۱۳۶۷) نظامی ایرانی و از فرماندهان سپاه پاسداران انقلاب اسلامی در جنگ ایران و عراق بود، که جانشینی لشکر ۲۷ محمد رسول‌الله را برعهده داشت. او در تیر ماه ۱۳۶۷ بر اثر اصابت ترکش گلوله توپ کشته شد.

## سال‌های اولیه زندگی
وی در سال ۱۳۳۷ در خانواده ای کشاورز در شهرستان نجف آباد اصفهان متولد شد. وی هم‌زمان با خواندن درس، در دوره شبانه، به شغل بنایی در کنار پدر اشتغال داشت. صالحی پس از اخذ مدرک سیکل به دروس حوزوی روی آورد.
وی تحصیلات را در هنرستان فنی دکتر شریعتی نجف آباد به پایان رساند.

## پس از انقلاب
صالحی با محمد منتظری در مجموعه «پاسا» در اوایل انقلاب همکاری داشت. این مجموعه کارکردی مشابه سپاه داشت که توسط منتظری تأسیس شد. این مجموعه با تأسیس رسمی سپاه، در آن ادغام شد و محمد منتظری تشکیلات «ساتجا» به عنوان سازمان انقلابی توده‌های جمهوری اسلامی را تأسیس کرد.

### سردبیری نشریه پیام شهید
تشکیلات ساتجا، نشریه ای به نام «پیام شهید» داشت که غلامرضا صالحی سردبیر آن بود.

### اعزام به جنوب لبنان
صالحی در دی‌ماه ۱۳۵۸ همراه با یک گروه چند نفری با مسئولیت محمد منتظری به همراه احمد کاظمی و غلامرضا یزدانی جهت اعزام به جنوب لبنان، ابتدا وارد سوریه شد و آموزش‌های نظامی را زیر نظر سازمان الفتح فرا گرفت.

## ثبت خاطرات روزانه در جریان جنگ
وی فردی اهل مطالعه و دست به قلم بود. صالحی از جمله رزمندگانی است که در جریان جنگ اقدام به ثبت خاطرات روزانه خود داشته‌است.

## جنگ ایران و عراق
با شروع جنگ، در عملیات فتح المبین فرمانده گروه‌هایی بود که مسئولیت پاک سازی تنگه رقابیه را داشتند. در این عملیات حمید باکری معاونت گروه را برعهده داشت. در این عملیات بر اثر ترکش گلوله تانک مجروح شد.
در اثر این حادثه وی تا پایان عمر در راه رفتن مشکل داشت.

### قرارگاه حمزه
در سال ۱۳۶۲ در قرارگاه حمزه مشغول به کار شد و با توجه به روحیه رزمی که داشت مسئولیت هماهنگی واحدهای عملیاتی قرارگاه را به عهده گرفت.
از اویل سال ۱۳۶۵ تا اواسط ۱۳۶۶ در معاونت عملیات قرارگاه نجف انجام وظیفه کرد و در این مدت در عملیات والفجر ۹، تدافعی حاج عمران، کربلای ۱، کربلای ۲، کربلای ۴ و کربلای ۵ حضور داشت.

### لشکر ۲۷ محمد رسول‌الله
در سال ۱۳۶۶ به این لشکر فرستاده شد و در عملیات کربلای ۸ به عنوان قائم مقام فرماندهی لشکر انجام وظیفه کرد.
در عملیات بیت‌المقدس ۴ که در تاریخ ۱۵ فروردین ماه ۱۳۶۷ در منطقه عمومی دربندیخان عراق انجام گرفت نقش به سزایی داشت.

## کشته شدن
در آستانه پذیرش قطعنامه از سوی ایران، عراق با حمله گسترده به خوزستان سعی درگرفتن امتیاز از ایران داشت. در چنین شرایطی به نیروهای لشکر ۲۷ محمد رسول‌الله که تازه از خط پدافندی برگشته بودند وآماده بازگشت به تهران بودند؛ مأموریت مقابله با نیروهای عراق در تنگه ابوقریب داده شد.

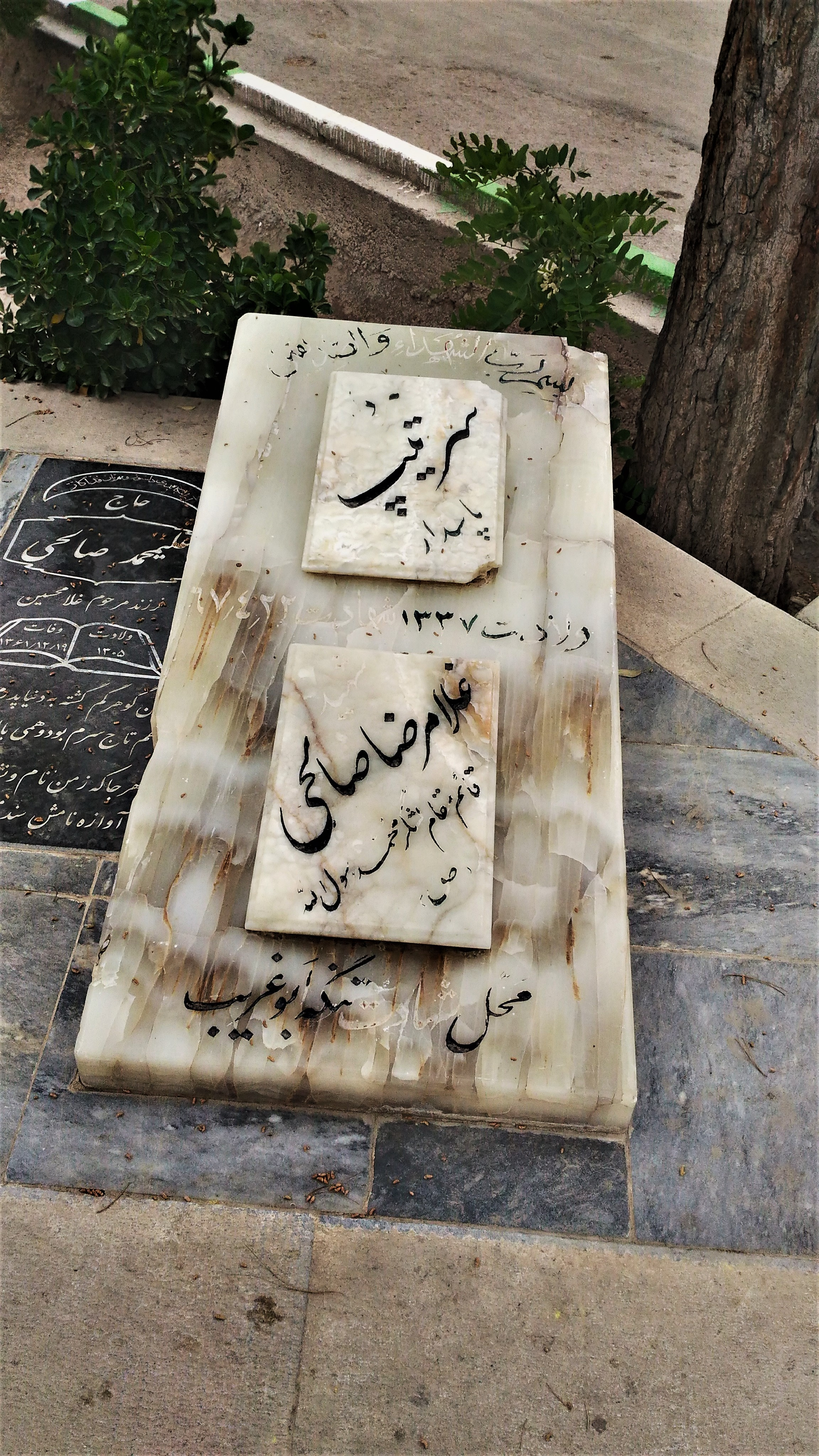
آرامگاه غلامرضا صالحی در نجف آباد

صالحی در منطقه دشت عباس در ۲۲ تیر ماه ۱۳۶۷ حوالی چاه‌های ابوقریب – بر اثر اصابت ترکش گلوله توپ به سختی مجروح گردید و در اثر جراحات زیاد درگذشت.
جسد وی بعد از تشییع در نماز جمعه تهران، برای خاک سپاری به نجف آباد منتقل شد. در جریان مراسم تشییع وی علی صیاد شیرازی سخنرانی کرد. 
وی در قطعه دو گلزار شهدای نجف آباد به خاک سپرده شد.

## زندگی خانوادگی
وی در سال ۱۳۵۹ ازدواج کرد. وی صاحب سه دختر یک پسر است.

## آثار منتشر شده در خصوص وی
- کتاب «فرزند خورشید» به قلم عباس اسماعیلی با محوریت زندگی صالحی منتشر شده‌است.[۱۰]
- کتاب «تک آخر» شامل قسمت‌هایی از پنج دفترچه یادداشت صالحی است که به همت احمد دهقان انتخاب شده‌است.
- کتاب «بیکرانه‌ها» نیز شامل زندگینامه و فعالیت‌های صالحی به قلم عین‌الله کاوندی است.[۱۱]
- در فیلم تنگه ابوقریب ساخته بهرام توکلی، به فرماندهی وی اشاره شده‌است.